# Dasybasis shannoni
Dasybasis shannoni är en tvåvingeart som först beskrevs av Krober 1930.  Dasybasis shannoni ingår i släktet Dasybasis och familjen bromsar. Inga underarter finns listade i Catalogue of Life.